# Meise

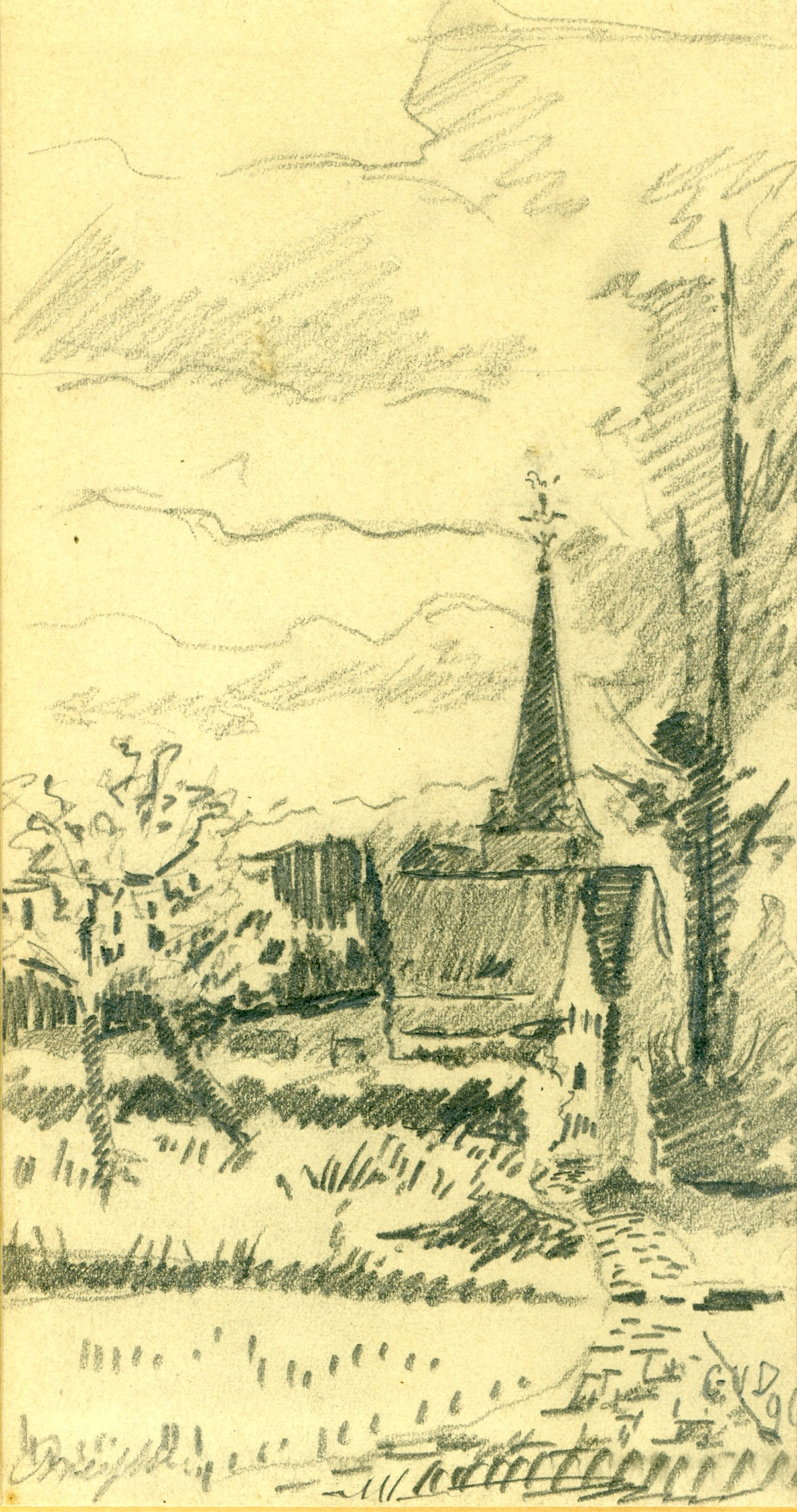
L'église de Meise, dessin de Gabriel Van Dievoet, 1896.

Meise (orthographe officielle en français comme en néerlandais), anciennement Meysse, est une commune néerlandophone de Belgique située en Région flamande, dans la province du Brabant flamand. Elle est limitrophe des communes de Grimbergen, Kapelle-op-den-Bos, Londerzeel, Merchtem et Wemmel.
Elle est née en 1977 de la fusion des anciennes communes de Meise (qui comprenait les actuelles sections de commune de Meise et de Sint-Brixius-Rode) et de Wolvertem (qui comprenait les actuelles sections d'Oppem, de Meuzegem, de Rossem, d'Imde et de Westrode).
Le Jardin botanique de Meise y est installé dans le domaine du château de Bouchout, dont une partie est située dans la commune de Wemmel.

## Toponymie

### Dénominations successives
Mensce (1132 ; 1225), Menz (1146 ; 1147 ; 1178 ; 1183 ; 1186 ; 1199 ; 1211 ; 1220 ; 1224), Menze (1171), Menza (1176 ; 1212), Meiza (1212), Mence (1223), Minza (1224).
La graphie « Meysse », attestée en 1777 dans le nom du village sur la carte de Ferraris, officielle au XIXe siècle et au début du siècle suivant est encore parfois utilisée en français , ainsi que dans l'odonyme « avenue de Meysse ».

### Étymologie
Le nom de la localité viendrait du latin mansio ou mansus qui veut dire la maison, la ferme ou le château. La plus ancienne mention d'archive concernant un chevalier à Meise indique qu'il vivait dans un cortil (hoeve) fortifié[Quand ?]. Le cortil fut ensuite remplacé par un château, le château de Meise, construit un peu plus loin qui a aujourd'hui complètement disparu et qui se situait dans l'actuel domaine du jardin botanique de Meise. Il en reste encore l'orangerie.

## Sections de la commune
| # | Section   | Superf. (km²) | Habitants (2020) | Habitants par km² | Code INS |
| - | --------- | ------------- | ---------------- | ----------------- | -------- |
| 1 | Meise     | 14,47         | 11.417           | 789               | 23050A   |
| 2 | Wolvertem | 20,60         | 8.207            | 398               | 23050B   |

### Localités
Amelgem, Eversem, Imde, Meuzegem, Nerom, Oppem, Rossem, Sint-Brixius-Rode et Westrode

## Histoire

### Premiers signes d'occupation humaine
Des restes de l'âge de fer datant de 2000 à 1600 avant Jésus-Christ sont trouvés[Où ?] en 1876.[réf. nécessaire]

### Moyen Âge
Une première église en bois fut construite en 684. Elle était dédiée à saint Martin[Lequel ?]. Au Xe siècle, l'église fut reconstruite en pierre et au XIe siècle, une tour fut ajoutée mais elle était séparée du bâtiment principal.

### Temps modernes (1500-1800)
L'église Saint-Martin est endommagée en 1566 au cours de la Furie iconoclaste. En 1664, le centre de Meise fut incendié par les troupes françaises. À la même période l'épidémie de peste dévasta le village et tua environ 50 personnes. Jusqu'au début du XVIIIe siècle la famine et les soldats français s'en prirent tour à tour à Meise. Ceci ne s’arrêta que sous la domination autrichienne. En 1747, le village comptait environ 600 habitants.

### XIXesiècle
En 1830, la municipalité comptait 2 152 habitants. En 1874, Nieuwenrode devint une municipalité distincte de Meise, le territoire communal est donc réduit. En 1893, un premier tramway est construit dans le village. La laiterie du Café Napoléon propose bière, lait et œufs aux excursionnistes.

### XXesiècle
Vers 1900, Meise est un village rural de la périphérie bruxelloise. De riches Bruxellois y viennent à vélo ou en tram pour y faire des visites guidées[Par qui ?]. En face de la station de tramway, le long de la drève du château, il y avait une ferme, la « Laiterie », où les touristes pouvaient commander des sandwichs au fromage frais et de la bière. Le tram atteint jusqu'en 1935 le village en passant par Grimbergen et la drève du château.
De nombreux citoyens de Meise furent appelés à se battre contre les Allemands durant Première Guerre mondiale. Douze d'entre eux y perdirent la vie. Deux ans après la guerre, en 1920, le conseil communal décide de changer de langue et passe de la langue française au néerlandais.
En 1935, à l'occasion de l'exposition universelle une ligne de tramway directe à Bruxelles est créée.
Durant la Seconde Guerre mondiale, le château de Meise est complètement détruit.
À la suite de la demande croissante de Meli Park, les propriétaires de celui-ci achètent en 1945 un terrain situé face à la ferme De Dry-Pikkel. À la frontière des villages de Grimbergen, Wemmel et Meise, ce deuxième parc baptisé Meli Meise ouvre en 1946. Il propose aussi un bâtiment principal avec une boutique et une exposition, un parc animalier et de petites attractions. En 1951, le parc est agrandi avec une cafétéria et le premier self-service de Belgique. Le 11 juillet 1954, un petit jardin des contes de fées ainsi qu'un minigolf étoffent les activités. Ce dernier est agrémenté de miniatures de monuments belges, tel le Perron de Liège, le Château des comtes de Flandre, Ezelpoort (nl) de Bruges, le Rocher Bayard ou le Manneken-Pis. Meli Meise est fermé en 1957 en raison de la réalisation de l'exposition universelle de 1958. En effet, l'autoroute A12 qui longe la propriété subit des transformations pour cet événement international. Meli recevra son propre pavillon à l'exposition en compensation.
En 1958, Le Jardin botanique national de Belgique déménage à Meise et Wemmel dans le domaine situé à cheval sur ces deux communes et constitué de la fusion du domaine du Château de Bouchout et celui du château de Meise.
Pendant de l'avenue de Tervueren, l'Avenue de Meysse (en néerlandais : Meiseselaan), œuvre de Léopold II, est une large avenue de marronniers situé à Bruxelles (Laeken) et conduisant vers Meise. Elle a été transformée en autoroute urbaine (l'A12) en 1958, bien qu'une voie latérale ait toujours une finalité résidentielle.[pertinence contestée]
En 1977, la fusion des communes belges a créé la nouvelle commune de Meise en regroupant l'ancienne commune éponyme, Wolvertem et Oppem (une partie de l'ancienne municipalité Brussegem).

## Héraldique
|  | La commune possède des armoiries qui lui ont été octroyées le 1er avril 1985. Elles sont une combinaison des vieilles armoiries de Meise et du loup tyrannique pris sur le sceau de Wolvertem qui n'avait pas ses propres armoiries. Les anciennes armoiries de Meise ont été octroyées le 15 mars 1966. L'histoire de la commune est très compliquée, de nombreuses familles possédant de petites parcelles. Au XIIe siècle, la plus grande partie du village appartenait aux seigneurs de Grimbergen. Même si, au cours des siècles derniers, seules des parcelles ont appartenu à Grimbergen, le sceau du conseil du village montrait les armoiries de Grimbergen de 1423 à 1775. Les armoiries sont basées sur le sceau et montrent également les armoiries de Grimbergen. Saint Martin, le saint patron local, était le support des anciennes armoiries. Blasonnement : D'or à la fasce d'azur au sautoir de gueules brochant sur le tout accompagné en chef d'un loup de sable emportant dans sa gueule un agneau d'argent. - Délibération communale : 10 décembre 1981 - Arrêté de l'exécutif de la communauté : 1 avril 1985 - Moniteur belge : 8 juillet 1986 Source du blasonnement : Heraldy of the World. |

## Démographie

### Démographie: avant la fusion des communes
- Source : DGS recensements population.
- 1880 : scission en 1874 de Nieuwenrode.

### Démographie: commune fusionnée
Graphe de l'évolution de la population de la commune. 
Les chiffres des années 1831 à 1970 tiennent compte des chiffres des anciennes communes fusionnées.
- Source : DGS, de 1831 à 1981 = recensements population ; à partir de 1990 = nombre d'habitants chaque 1er janvier.[17]
- 1981 : annexion de Oppem en 1977 faisant partie ultérieurement de Brussegem.

## Sport
Meise abrite deux équipes de football : le KFC Meise et le Hoger-Op Wolvertem Merchtem.

## Personnalités
- Louis Verreycken, Seigneur d'Impde, de Wolvertem, de Muesesegem et Rossum.
- Hendrik Van Dievoet, bourgmestre de Meise et pépiniériste. Il a donné son nom à l'avenue Van Dievoet à Meise.
- Albert-Ghislain-Marie, Marquis de Beauffort (né à Meise le 20 septembre 1834 et mort à Bruxelles-ville le 6 juillet 1914 ) est un homme politique belge.
- Emmanuel Van der Linden, baron d'Hooghvorst (né à Bruxelles le 7 juin 1781, mort le 15 avril 1866) est un homme politique belge de tendance catholique qui joua un rôle majeur lors de la révolution belge. Il fut bourgmestre de Meise de 1807 à 1866.
- Sa plus jeune fille, Pauline, épouse du duc de Bassano et dame d'honneur de l'impératrice Eugénie est décédée au château de Meise le 9 décembre 1867.
- L'impératrice Charlotte du Mexique (née princesse de Belgique) vécut au château de Bouchout de 1879 à sa mort en 1927.
- Edwin Ganz (1871-1948), peintre helvético-belge, a vécu au domaine de Bouchout et y est décédé.

## Transports
Cette commune est desservie par quelques bus de la société De Lijn tels que le 61, 518, 534, 821, R50 et R60. Ils permettent de relier les villes et communes frontalières dont Bruxelles, Wolvertem, Grimbergen, Strombeek-Bever, Vilvoorde, Kapelle-op-den-Bos, Merchtem, Nieuwenrode et Londerzeel.
Il n'y a cependant pas de gare de train à Meise.

## Monuments et autres attractions
- Château de Bouchout
- Jardin botanique de Meise

## Jumelages
- Waalre, depuis 1980